# لئاندرو چیچیزولا
لئاندرو چیچیزولا (انگلیسی: Leandro Chichizola؛ زادهٔ ۲۷ مارس ۱۹۹۰) بازیکن فوتبال اهل آرژانتین است که در پست دروازه‌بان برای باشگاه پارما در سری B ایتالیا بازی می‌کند.